# Malmöhus (wijk)
Malmöhus is een deelgebied ('Delområde') in het stadsdeel Centrum in het noorden van de Zweedse stad Malmö, bestaande uit het Malmöhus (kasteel). Het kasteel is tegenwoordig onbewoond.